# 筑紫野市立筑山中学校
筑紫野市立筑山中学校（ちくしのしりつ ちくざんちゅうがっこう）は、福岡県筑紫野市下見に所在する公立中学校。

## 交通手段
- 西鉄天神大牟田線筑紫駅より徒歩で5分

## 著名な出身者
- 古賀悠斗（プロ野球選手）